# Bring Me the Horizon
I Bring Me the Horizon sono un gruppo musicale metalcore britannico formatosi a Sheffield, Yorkshire, nel 2004.
Il gruppo è composto dal cantante Oliver Sykes, dal chitarrista Lee Malia, dal bassista Matt Kean e dal batterista Matt Nicholls. All'inizio della loro carriera la loro musica conteneva influenze grindcore e death metal, poi arricchitesi nel corso degli anni successivi con sonorità emo, post-rock nu metal e metal. Negli ultimi lavori sono inoltre aumentate le contaminazioni pop ed elettroniche. Sin dal debutto acclamati dalla critica internazionale, e annoverati tra le band più innovative e popolari del loro genere, i Bring Me the Horizon hanno all'attivo sei album di inediti: Count Your Blessings (2006), Suicide Season (2008), There Is a Hell, Believe Me I've Seen It. There Is a Heaven, Let's Keep It a Secret (2010), Sempiternal (2013), That's the Spirit (2015) e Amo (2019). Nel 2020 lanciano il progetto Post Human, consistente nella realizzazione di quattro pubblicazioni di inediti: Post Human: Survival Horror, del 2020, viene seguito nel 2024 da Post Human: Nex Gen.

## Storia del gruppo

### Gli inizi e il primo EP (2004-2005)

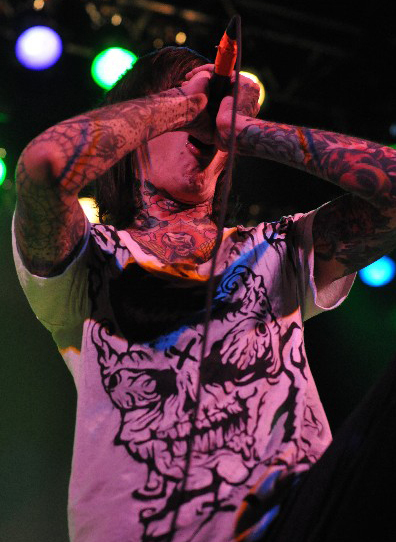
Oliver Sykes a Toronto nel 2008

Il gruppo nasce dall'idea di Matt Nicholls e di Oliver Sykes di creare una band metalcore. Dopo aver incontrato Lee Malia e Curtis Ward, formano nel marzo 2004 i Bring Me the Horizon. La formazione viene completata con l'aggiunta al basso di Matt Kean. Il nome del gruppo fa riferimento alla frase di Jack Sparrow nel film La maledizione della prima luna «Now, bring me that horizon» [trad. Ora, portami all'orizzonte].
Attorno a questo periodo, registrarono tre canzoni nella camera da letto di Oliver Sykes: Shed Light, Who Want's Flowers When You're Dead? Nobody e un'incompleta e strumentale versione di Rawwwrr!. Due di queste canzoni furono poi completate e inserite nel loro primo EP e un riff dell'altra fu usato per l'apertura della canzone RE: They Have No Reflections.
Dopo costanti prove e concerti, catturarono l'attenzione di alcuni talent scout e firmarono un contratto discografico con la Thirty Days of Night Records e realizzarono il loro EP di debutto This Is What the Edge of Your Seat Was Made For.
Dopo alcuni tour in alcune aree del paese, firmarono ad agosto 2005 un nuovo contratto con la Visible Noise Records, della quale facevano parte band come Lostprophets e Bullet for My Valentine, e nel gennaio 2006 uscì una riedizione del loro EP. Avere un account Myspace con qualche canzone da far ascoltare al pubblico aiutò ulteriormente la band a far crescere la loro popolarità. Ha inoltre accresciuto la popolarità del brand di abbigliamento creata dal frontman Oliver Sykes, la Drop Dead Clothing, avviato subito dopo aver finito il liceo, avendo capito che l'università non era la scelta adatta per lui.

### Count Your Blessings(2006-2007)
Nel luglio 2006 furono chiamati a suonare sullo stage di MySpace durante il Download Festival.
Alla cerimonia dei Kerrang! Awards del 2006, i Bring Me the Horizon presenziarono e vinsero un award come "Best British Newcomer".
Qualche mese dopo la band realizzò il suo album di debutto Count Your Blessings. Dopo un tour per promuovere l'uscita del nuovo album tra ottobre e novembre 2006, la band supportò i Lostprophets durante il loro headliner tour in Inghilterra. Nel gennaio 2007 sono stati in tour in Europa insieme ai The Haunted come sostenitori dei Killswitch Engage.
I Bring Me the Horizon hanno suonato al Download Festival 2008. Il 16 agosto a Calgary, Alberta Travis dei Gym Class Heroes ha raggiunto Oliver nell'intro di Diamonds Aren't Forever.
Nel novembre del 2007 sono stati in tour nella versione Australiana del Gigantour, suonando in tre date. Sono ritornati in Australia a maggio/giugno del 2008, apparendo nell'ultimo tour dei I Killed the Prom Queen. Sono anche comparsi al Warped Tour negli Stati Uniti.

### Suicide Season(2008-2009)

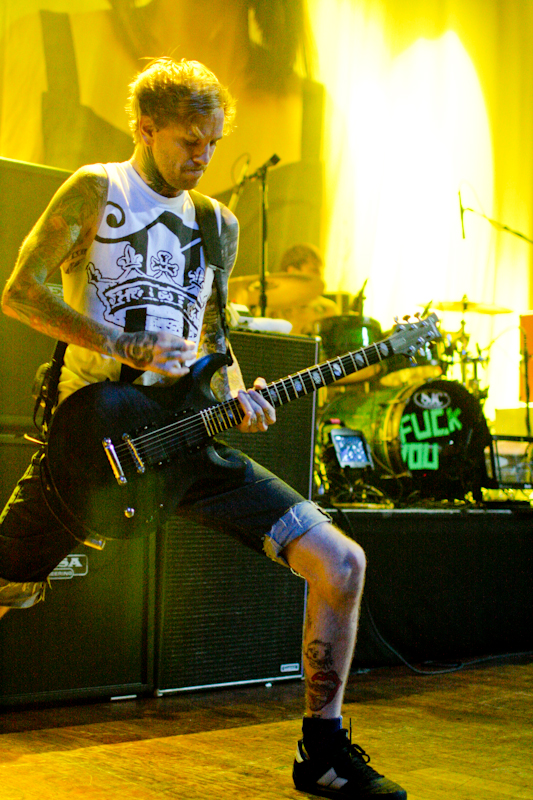
Jona Weinhofen con i Bring Me The Horizon nel 2009

I Bring Me the Horizon hanno scritto e registrato il secondo album agli inizi del 2008. Sono stati in Svezia tra aprile e maggio per registrare l'album insieme a Fredrik Nordström, che ha lavorato con band come At the Gates, Arch Enemy, I Killed the Prom Queen, e Dimmu Borgir. L'uscita di Suicide Season è stata fissata per il 29 settembre 2008. L'album è diverso da Count Your Blessings e This Is What the Edge of Your Seat Was Made For, riscontrando un sound più metalcore. Secondo il cantante Oliver Sykes questo cambiamento non ha segnato per sempre il gruppo ed è stata una scelta nata per dimostrare la capacità della band di riprodurre sonorità e brani unendo stili differenti. Si nota inoltre un cambiamento nella tecnica vocale utilizzata, che lascia spazio ad uno scream più pulito, dove si riconosce la vera voce di Sykes.
La band ha fatto da headliner nel tour nel Regno Unito come ospite speciale dei The Secret Handshake, Deez Nuts, The Legacy, Dead Swans e The Red Shore. I Bring Me the Horizon si sono poi prenotati per entrare a far parte insieme a Mindless Self Indulgence, Cancer Bats e Incase Of Fire del Kerrang! e Relentless 2009 UK tour.
Nel marzo 2009, il chitarrista Curtis Ward ha lasciato la band nel mezzo del Rockstar Taste of Chaos Tour. Sono state molteplici le ragioni di questo gesto: in un'intervista, il bassista Matt Kean ha commentato dicendo che "era ormai chiaro che non si stava più divertendo" e che "la band era solo un impegno per lui". Nel maggio 2009, Jona Weinhofen, chitarrista dei Bleeding Through, ha temporaneamente rimpiazzato Curtis e a luglio dello stesso anno ha dichiarato che sarebbe diventato un membro fisso dei Bring Me the Horizon, lasciando i Bleeding Through.
Il cantante Oliver Sykes, in un'intervista sull'argomento, ha dichiarato come Weinhofen abbia infuso nuovo entusiasmo nella band, facendo in modo che le performance live fossero le migliori di sempre.
Il 2 novembre 2009 Suicide Season è stato pubblicato in una nuova edizione intitolata Suicide Season - Cut Up!, contenente sia l'album originale che un disco bonus con i remix dei brani.

### There Is a Hell, Believe Me I've Seen It. There Is a Heaven, Let's Keep It a Secret(2010-2011)

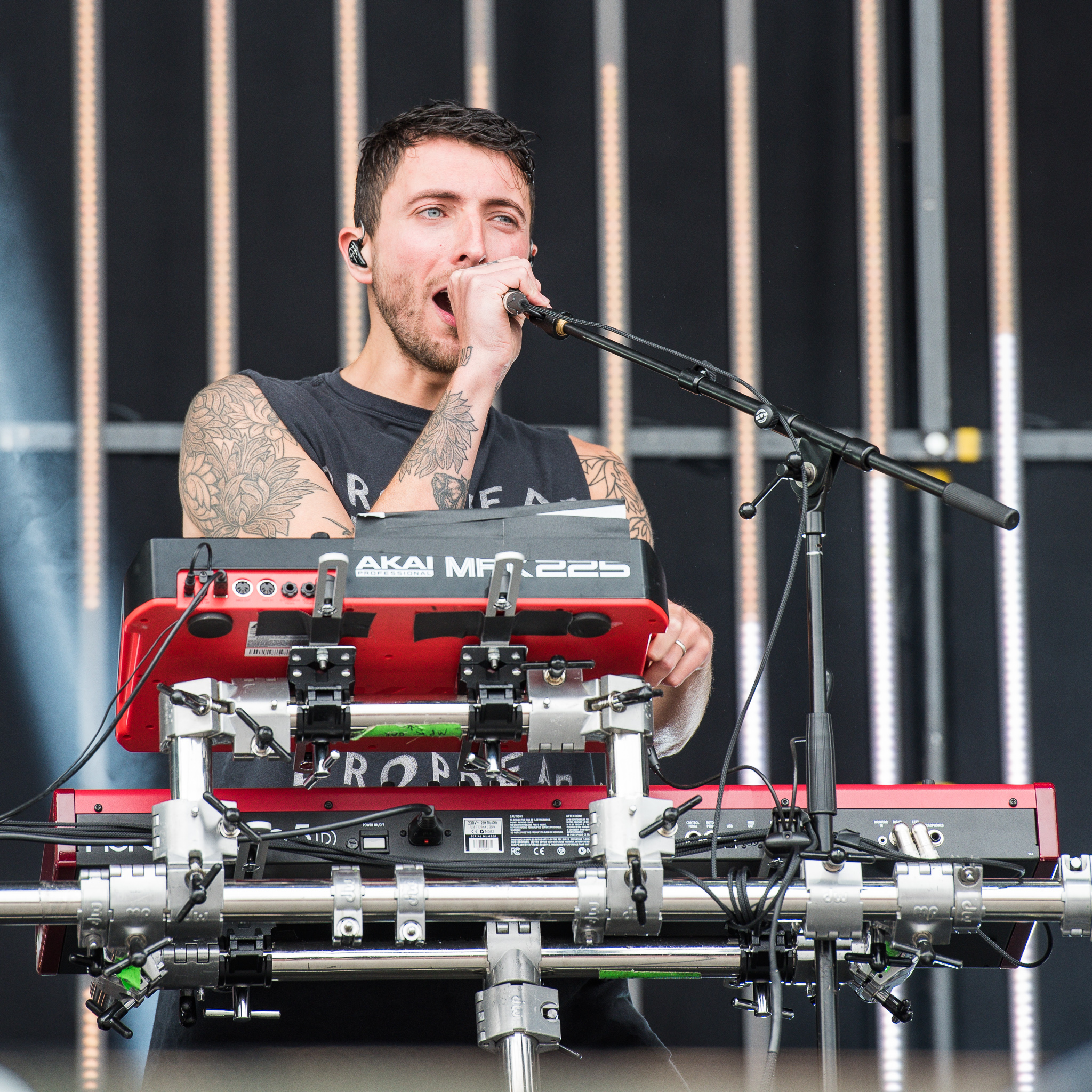
Il tastierista e seconda voce Jordan Fish, ufficialmente nel gruppo a partire dal 2013, influenzerà particolarmente la musica del gruppo a partire dal quarto album Sempiternal

Il terzo album della band e primo con il loro nuovo chitarrista Jona Weinhofen, intitolato There Is a Hell, Believe Me I've Seen It. There Is a Heaven, Let's Keep It a Secret è stato pubblicato il 4 ottobre 2010 e ha debuttato al numero 17 della Billboard 200 negli Stati Uniti, numero 13 nel Regno Unito e al numero uno in Australia. Il batterista Matt Nicholls ha descritto il tema lirico dell'album come una "ripercussione di tutto quello che cantavamo sul nostro vecchio CD [Suicide Season]", classificando le tematiche e gli accompagnamenti musicali dell'album più emotivi e oscuri. Vengono realizzati dei video ufficiali per i brani It Never Ends, Anthem, Blessed with a Curse, Visions, e Alligator Blood.
All'inizio del tour di promozione dell'album la band si è esibita durante degli spettacoli particolarmente intimi in diversi locali del Regno Unito, con supporto i Cancer Bats e i Tek-one. Nel dicembre 2010 aprono i concerti dei Bullet for My Valentine durante cinque grandi concerti nelle principali arene britanniche. La primavera seguente iniziano un tour europeo con Parkway Drive e Architects come band di supporto. Tuttavia, durante il tour, il 28 aprile 2011 il batterista Matt Nicholls si frattura un braccio durante una partita di football organizzato dai membri delle tre band. Il batterista degli Architects Dan Searle suonò per le restanti date del tour anche per i Bring Me the Horizon, che si trovano però costretti a effettuare dei tagli alla scaletta. Il tour venne esteso, sempre con i Parkway Drive e gli Architects, anche al Nord America, dal 3 agosto al 4 ottobre 2011. Nel dicembre 2011 aprono i concerti per gli statunitensi Machine Head durante il loro tour europeo. Il 2011 dei Bring Me the Horizon si chiude con l'annuncio dell'uscita di un EP, The Chill Out Sessions, realizzato con il DJ britannico Draper, già autore di un remix per la canzone Blessed with a Curse. La pubblicazione dell'EP, inizialmente prevista per il 1 gennaio 2012, viene ritardata sino al novembre dello stesso anno a causa di problemi legali tra il gruppo e la sua etichetta e il suo management.

### Sempiternal(2012-2013)
Dopo gli intensi tour che hanno visto i Bring Me the Horizon solcare i palchi di gran parte del mondo, la band è tornata in Inghilterra per scrivere il proprio quarto album studio.
Come per i precedenti due album, i sei componenti scrivono il materiale per il prossimo disco in solitudine per mantenere la concentrazione. Infatti già da luglio la band rivela alcune immagini delle registrazioni dell'album in una location "top secret". All'uscita del primo singolo Shadow Moses, nel gennaio 2013 avvengono alcuni cambiamenti nella formazione dei Bring Me the Horizon: vi entra a far parte il tastierista Jordan Fish, già turnista del gruppo, e successivamente viene annunciata l'uscita del chitarrista Jona Weinhofen. Verrà successivamente puntualizzato da Oliver Sykes che quest'ultimo non ha preso parte alle registrazioni del nuovo album, e che invece Fish ha avuto una grande influenza sulla scrittura delle canzoni e sull'introduzione di musica elettronica nell'album.
Il 30 luglio la band annuncia la fine del contratto che li legava alla Visible Noise Records e la firma con la RCA Records per la pubblicazione dei loro dischi fuori dagli Stati Uniti (in cui rimangono ancora sotto contratto con la Epitaph), tramite la quale viene pubblicato il loro quarto album nell'aprile 2013, intitolato Sempiternal. L'album ha debuttato all'11º posto della Billboard 200, vendendo 27 522 copie nella sua prima settimana di uscita solo negli Stati Uniti, diventando il disco dei Bring Me the Horizion dal miglior debutto.

### That's the Spirit(2014-2017)

Il gruppo nel 2015

Dopo un 2014 quasi interamente dedicato alle esibizioni dal vivo, la band annuncia un nuovo singolo inedito, intitolato Drown e presentato il 21 ottobre 2014. In aggiunta viene pubblicato anche un altro brano, Don't Look Down, realizzato in collaborazione con il rapper Orifice Vulgatron dei Foreign Beggars e uscito il 29 ottobre.
Nel luglio 2015 esce un altro singolo inedito, Happy Song, che conferma il cambio di rotta del genere della band mostrato anche nei precedenti due singoli, lasciando le sonorità metalcore per passare a un sound più vicino all'hard rock. Viene inoltre annunciata la fine del contratto della band con la Epitaph Records, e la firma con la Columbia Records.
Drown, Happy Song e Throne (altro singolo pubblicato il 23 luglio 2015) anticipano il quinto album in studio del gruppo, That's the Spirit, pubblicato l'11 settembre 2015 dalla Columbia Records. Debutta al primo posto in Canada e in Australia, mentre raggiunge la seconda posizione della Billboard 200 piazzando 55 000 copie vendute solo nella prima settimana (quasi il doppio di quelle vendute dal precedente album Sempiternal). Il 24 novembre 2017 viene pubblicata dalla Epitaph Records una raccolta ufficiale dal titolo 2004-2013, contenente i brani più popolari pubblicati dalla band durante il periodo sotto contratto con l'etichetta.

### Amo(2018-2019)

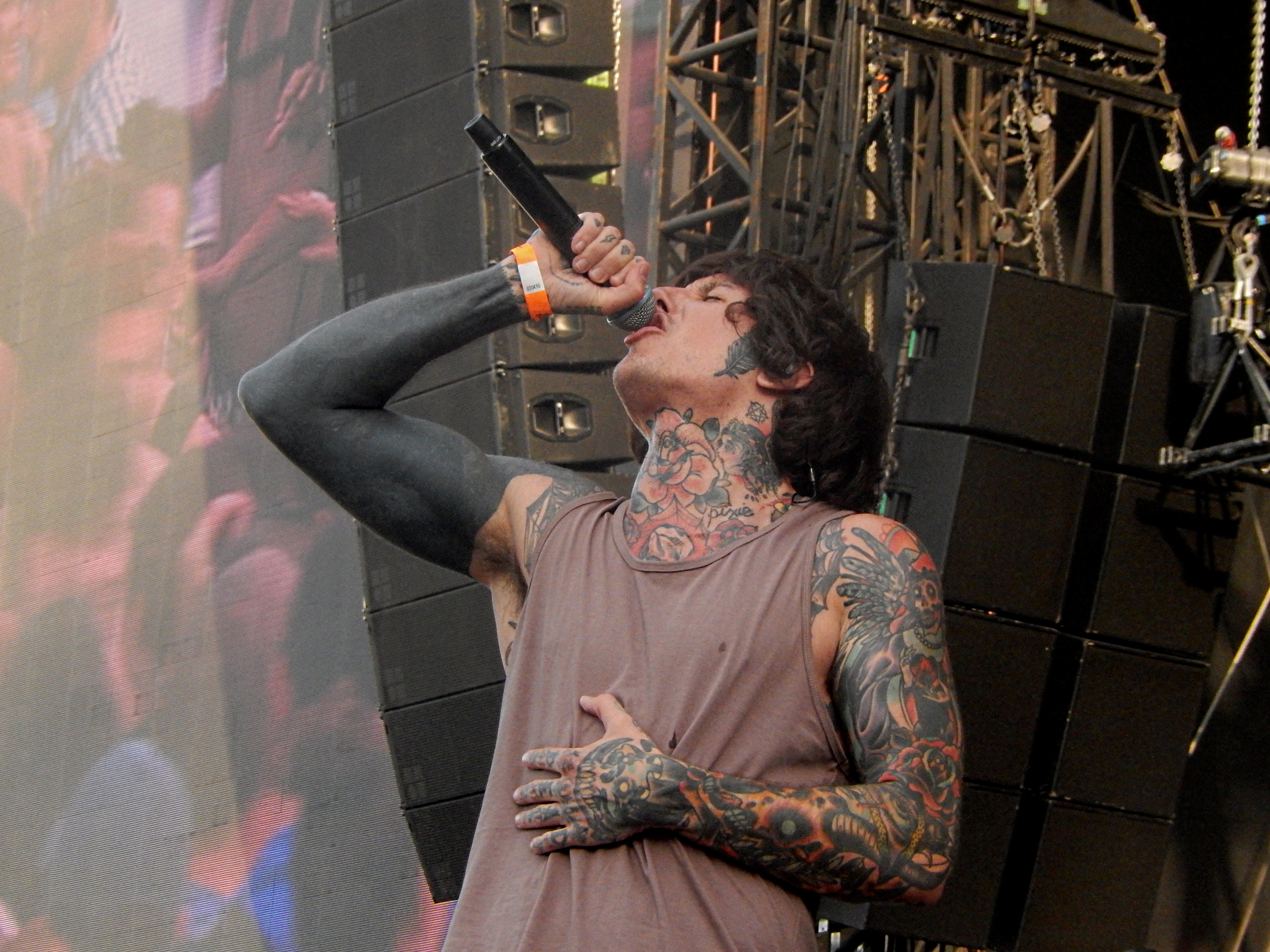
Oliver Sykes in concerto con la band a Parigi nel 2018

Dopo aver diffuso criptici indizi sulla pubblicazione di nuova musica nelle settimane precedenti, il 21 agosto 2018 il gruppo presenta il singolo inedito Mantra, che va ad anticipare Amo, il sesto album in studio del gruppo, la cui pubblicazione viene annunciata per il 25 gennaio 2019. Il 21 ottobre viene pubblicato un secondo singolo estratto dall'album, Wonderful Life, che vede la partecipazione di Dani Filth, cantante del gruppo black metal Cradle of Filth. Il 3 gennaio, a poco più di tre settimane dalla pubblicazione di Amo, esce il singolo Medicine. Altri due singoli, Mother Tongue e Nihilist Blues, vengono pubblicati nella settimana di uscita di Amo. Il 6 novembre 2019 esce un brano inedito, Ludens, realizzato per la colonna sonora del videogioco di Hideo Kojima Death Stranding.
Dopo la dichiarazione di Oliver Sykes che il gruppo non avrebbe più, con ogni probabilità, realizzato presto (o «mai più») un nuovo album ma piuttosto produzioni meno estese, il 27 dicembre 2019 viene pubblicato, a sorpresa, un EP dall'emblematico titolo di Music to Listen To~Dance To~Blaze To~Pray To~Feed To~Sleep To~Talk To~Grind To~Trip To~Breathe To~Help To~Hurt To~Scroll To~Roll To~Love To~Hate To~Learn To~Plot To~Play To~Be To~Feel To~Breed To~Sweat To~Dream To~Hide To~Live To~Die To~Go To, contenente varie collaborazioni (tra le quali quella con la cantante statunitense Halsey) ed estratti non inclusi nella versione definitiva di Amo.

### Post Human: Survival Horror(2020)
Il 20 marzo 2020 la band ha dichiarato di essere in studio per scrivere e registrare del nuovo materiale. Il 25 giugno 2020 la band pubblica il singolo Parasite Eve, che anticipa il progetto Post Human, che sarà composto da quattro differenti pubblicazioni, prima annunciate come EP ma successivamente rivelatesi veri e propri album completi.
Il 29 ottobre la band pubblica l'album Post Human: Survival Horror, ricco di collaborazioni con vari artisti, tra le quali Yungblud (nel singolo Obey) e Amy Lee degli Evanescence. Alla sua uscita, avvenuta nel solo formato digitale, si classifica internazionalmente e debutta direttamente alla quinta posizione della Official Albums Chart britannica; nel gennaio 2021, alla pubblicazione dei formati fisici, Survival Horror rientra in tutte le classifiche internazionali, debuttando direttamente alla prima posizione delle classifiche britanniche e diventando la seconda produzione del gruppo, dopo il precedente album Amo, a raggiungere tale traguardo.

### Post Human: Nex Gen, collaborazioni varie, separazione da Fish (2021-presente)
Il 16 settembre 2021 pubblicano il singolo inedito Die4U, che anticipa il secondo album del progetto Post Human. Il 6 luglio 2022 viene pubblicato un altro singolo inedito, Strangers, prima dell'inizio del tour britannico che darà il via a un nuovo tour internazionale. Il 4 maggio 2023, a cavallo del loro tour, viene pubblicato il nuovo singolo Lost. Il 1º giugno viene pubblicato, a sorpresa, un altro brano inedito intitolato Amen!, con la partecipazione vocale del rapper Lil Uzi Vert e del cantante dei Glassjaw Daryl Palumbo.
Tra il 2021 e il 2023 il gruppo si dedica inoltre a numerose collaborazioni: con il chitarrista Tom Morello al suo singolo Let's Get the Party Started, estratto dall'album The Atlas Underground Fire, con Machine Gun Kelly al singolo Maybe, dall'album Mainstream Sellout, al brano No More Friends di Olivia O'Brien, a una nuova versione di Bad Habits di Ed Sheeran e compongono Moon over the Castle come tema principale del videogioco Gran Turismo 7. Nel maggio 2023 figurano, con Blackbear, nel singolo Wish I Could Forget degli Slander, mentre collaborano con lo youtuber e musicista Corpse al singolo Code Mistake e con Lil Uzi Vert al singolo Werewolf, estratto dall'album del rapper Pink Tape, nel giugno 2023.
Post Human: Nex Gen, che conterrà tra gli altri brani anche gli ultimi quattro singoli presentati dal gruppo a partire dal 2021, viene annunciato nel giugno 2023, con data di pubblicazione fissata per il 15 settembre 2023. Tale data viene, a poco più di tre settimane di distanza dall'uscita dell'album, rinviata a data da destinarsi perché, secondo quanto dichiarato dal frontman Oliver Sykes, vi sono state «circostanze impreviste» che hanno lasciato il gruppo «impossibilitato a completare l'album allo standard che ci renderebbe soddisfatti». La data di pubblicazione del disco viene posticipata ufficialmente al mese di gennaio 2024, per poi essere nuovamente spostata all'estate 2024. Il 13 ottobre seguente, a sorpresa, viene pubblicato un altro singolo estratto dall'album, intitolato Darkside.
Il 22 dicembre 2023 anno viene annunciato che il gruppo si è separato dal tastierista Jordan Fish, presente nella formazione dal 2012 e dal quarto album Sempiternal in poi. Il sesto singolo estratto da Nex Gen, il primo realizzato senza Fish e dal titolo Kool-Aid, viene pubblicato il 4 gennaio 2024, ottenendo un discreto numero di streaming già nella prima settimana di pubblicazione e debuttando alla 21ª posizione della classifica britannica dei singoli, la più alta mai raggiunta dal gruppo dopo la 17ª raggiunta con Drown nel 2014.
Il 23 maggio 2024 il gruppo annuncia, a sorpresa, che allo scoccare della mezzanotte, il 24 maggio, Post Human: Nex Gen verrà ufficialmente pubblicato in formato digitale. Nella prima settimana di uscita dell'album il gruppo raggiunge un totale di 70 milioni di streaming complessivi, diventando il primo gruppo rock ad aver mai raggiunto tale risultato.
In un'intervista successiva alla pubblicazione digitale del nuovo album, Sykes dichiara che il ritardo nella sua pubblicazione è stato causato da squilibri all'interno della formazione che hanno portato in seguito alla separazione da Fish; Sykes ha spiegato che tali squilibri si sono creati a causa della forte intesa che si era creata tra lui e Fish nella scrittura dei brani a partire dall'album Sempiternal, che negli anni ha comportato la graduale esclusione del resto del gruppo sia dal processo compositivo che da quello di registrazione.
Il 29 gennaio 2025 pubblicano, nell'ambito del progetto Spotify Singles (nel quale, esclusivamente per Spotify, varie band realizzano diverse cover di celebri brani), una rivisitazione di Wonderwall degli Oasis.

## Formazione
Attuale
- Oliver Sykes – voce (2004-presente)
- Lee Malia − chitarra (2004-presente)
- Matt Kean − basso (2004-presente)
- Matt Nicholls − batteria, percussioni (2004-presente)

Ex componenti
- Curtis Ward − chitarra (2004-2009)
- Jona Weinhofen − chitarra, tastiera, cori (2009-2013)
- Jordan Fish − tastiera, sintetizzatore, programmazione, percussioni, cori (2012-2023)

Turnisti
- Dean Rowbotham − chitarra ritmica (2009)
- Dan Searle − batteria, percussioni (2011)
- Brendan MacDonald − chitarra, cori (2013-2014)
- John Jones − chitarra, cori (2014-presente)

Cronologia

## Discografia

### Album in studio
- 2006 − Count Your Blessings
- 2008 − Suicide Season
- 2010 − There Is a Hell, Believe Me I've Seen It. There Is a Heaven, Let's Keep It a Secret
- 2013 − Sempiternal
- 2015 − That's the Spirit
- 2019 − Amo
- 2020 − Post Human: Survival Horror
- 2024 − Post Human: Nex Gen

### Album dal vivo
- 2015 − Live at Wembley
- 2016 − Live at the Royal Albert Hall

### Raccolte
- 2014 − Limited Edition Vinyl Box Set
- 2017 − 2004-2013

### Album di remix
- 2025 − Lo-files